# أنطون يونغسما
أنطون يونغسما (بالهولندية: Anton Jongsma)‏ (مواليد 13 يناير 1983 في أوترخت) لاعب كرة قدم من جزر الأنتيل الهولندية دولي يجيد اللعب في خط الوسط . لعب لصالح نادي إيمن الهولندي في 2010-2011. انتقل بعدها إلى نادي WKE الهولندي.

## روابط خارجية
- أنطون يونغسما على موقع الاتحاد الدولي (مؤرشف)  (الإنجليزية)
- أنطون يونغسما على موقع قاعدة بيانات كرة القدم.إي يو (الإنجليزية)
- أنطون يونغسما على موقع ناشيونال فوتبول تيمز (الإنجليزية)
- أنطون يونغسما على موقع Soccerway.com (الإنجليزية)
- أنطون يونغسما على موقع كووورة